# Quepem
Quepem là một thành phố và là nơi đặt hội đồng đô thị (municipal council) của quận South Goa thuộc bang Goa, Ấn Độ.

## Nhân khẩu
Theo điều tra dân số năm 2001 của Ấn Độ, Quepem có dân số 12.484 người. Phái nam chiếm 50% tổng số dân và phái nữ chiếm 50%. Quepem có tỷ lệ 71% biết đọc biết viết, cao hơn tỷ lệ trung bình toàn quốc là 59,5%: tỷ lệ cho phái nam là 76%, và tỷ lệ cho phái nữ là 66%. Tại Quepem, 12% dân số nhỏ hơn 6 tuổi.